# Dar z nieba
Dar z nieba (tytuł oryg. Picking Up the Pieces) – amerykański film komediowy z 2000 roku, z Sharon Stone i Woodym Allenem obsadzonymi w rolach głównych.

## Obsada
- Woody Allen − Tex Cowley
- Sharon Stone − Candy Cowley
- Cheech Marin − major Machado
- David Schwimmer − ojciec Leo Jerome
- Kiefer Sutherland − oficer Bobo
- Andy Dick − ojciec Buñuel
- Fran Drescher − siostra Frida
- Maria Grazia Cucinotta − Desi
- Elliott Gould − ojciec LaCage
- Joseph Gordon-Levitt − Flaco
- Eddie Griffin − Sediento
- Lou Diamond Phillips − oficer Alfonso
- Alfonso Arau − dr. Amado